# Eliane Martins
Eliane Martins (26 de mayo de 1986) es una atleta brasileña especialista en la disciplina de salto de longitud.
Fue subcampeona iberoamericana en su especialidad en 2008, por lo que recibió la medalla de plata en el XIII Campeonato Iberoamericano de Atletismo de dicho año realizado en Iquique, Chile. Dos años después, ganó la presea dorada en la XIV versión realizada en San Fernando, España, y posteriormente se transformaría en bicampeona iberoamericana de la disciplina al ganarla nuevamente en el XV Campeonato realizado esta vez en Barquisimeto, Venezuela.
A nivel sudamericano, ha tenido sus mayores logros en torneos pertenecientes a las divisiones inferiores, como por ejemplo en el Campeonato Sudamericano de Atletismo sub-23 —realizado en Lima en 2008— donde ganó la medalla de oro, o en la categoría sub-19 realizada en Rosario en 2005.
Ha representado a su país en diversos torneos internacionales, entre ellos el Grand Prix Sudamericano realizado en Cali y Santiago de Chile, el Russian Winter, el IX Campeonato Mundial de Atletismo de 2007 realizado en Osaka y el XIII Campeonato Mundial de Atletismo en Pista Cubierta de 2010 realizado en Doha.